# 1946年全米選手権 (テニス)
1946年 全米選手権（1946ねんぜんべいせんしゅけん）に関する記事。

## 大会の流れ
- 1881年から1967年まで、全米選手権は各部門が個別の名称を持ち、大会会場も別々のテニスクラブで開かれた。これが他の3つのテニス4大大会と大きく異なる点である。
  - 男子シングルス　名称：全米シングルス選手権（U.S. National Singles Championship）／会場：ニューヨーク市クイーンズ区フォレストヒルズ、ウエストサイド・テニスクラブ　（1924年-1977年）
  - 女子シングルス　名称：全米女子シングルス選手権（U.S. Women's National Singles Championship）／会場：フォレストヒルズ、ウエストサイド・テニスクラブ　（1921年-1977年）
  - 男子ダブルス　名称：全米ダブルス選手権（U.S. National Doubles Championship）／会場：マサチューセッツ州ボストン市、ロングウッド・クリケット・クラブ　（会場移転、1946年-1967年まで）
  - 女子ダブルス　名称：全米女子ダブルス選手権（U.S. Women's National Doubles Championship）／会場：ボストン、ロングウッド・クリケット・クラブ　（会場移転、1946年-1967年まで）
  - 混合ダブルス　名称：全米混合ダブルス選手権（U.S. Mixed Doubles Championship）／会場：フォレストヒルズ、ウエストサイド・テニスクラブ　（1942年-1977年）
- 終戦後の全米選手権では、男子ダブルス・女子ダブルスの2部門は5年ぶりにボストンの「ロングウッド・クリケット・クラブ」に戻ったが、混合ダブルスはそのままフォレストヒルズに残った。

## シード選手

### 男子シングルス
（アメリカ人シード選手：10名）
1. フランク・パーカー　（ベスト8）
2. ジャック・クレーマー　（初優勝）
3. ガードナー・ムロイ　（ベスト4）
4. ビル・タルバート　（ベスト8）
5. ドン・マクニール　（ベスト8）
6. トム・ブラウン　（準優勝）
7. パンチョ・セグラ　（ベスト8）
8. ボブ・ファルケンバーグ　（ベスト4）
9. シーモア・グリーンバーグ　（4回戦）
10. フランク・ガーンジー　（3回戦）

（外国人シード選手：10名）
1. イボン・ペトラ　（2回戦）
2. アレホ・ラッセル　（4回戦）
3. ピエール・ペリッザ　（4回戦）
4. フェリシモ・アンポン　（3回戦）
5. エンリケ・モレア　（1回戦）
6. ハリー・ホップマン　（2回戦）
7. ベルナール・デストレモー　（1回戦）
8. フィリップ・ワッシャー　（2回戦＝初戦）
9. ロバート・バーンズ　（3回戦）
10. デリック・バートン　（3回戦）

### 女子シングルス
（アメリカ人シード選手：8名）
1. ポーリーン・ベッツ　（優勝、2年ぶり4度目）
2. マーガレット・オズボーン　（ベスト8）
3. ルイーズ・ブラフ　（ベスト8）
4. ドロシー・バンディ　（1回戦）
5. ドリス・ハート　（準優勝）
6. パトリシア・カニング・トッド　（ベスト4）
7. シャーリー・フライ　（1回戦）
8. メアリー・アーノルド・プレンティス　（ベスト4）

（外国人シード選手：5名）
1. ジーン・ボストック　（3回戦）
2. ケイ・スタマーズ　（3回戦）
3. レイモンド・ジョーンズ夫人　（1回戦、不戦敗）
4. パット・アダムズ　（1回戦）
5. タラ・デオダール　（1回戦、不戦敗）

## 大会経過

### 男子シングルス
準々決勝
- ジャック・クレーマー vs.  ドン・マクニール　6-3, 6-2, 1-6, 6-2
- ボブ・ファルケンバーグ vs.  ビル・タルバート　3-6, 6-1, 2-6, 6-2, 7-5
- トム・ブラウン vs.  フランク・パーカー　6-3, 6-4, 6-8, 3-6, 6-1
- ガードナー・ムロイ vs.  パンチョ・セグラ　4-6, 6-4, 12-10, 6-3

準決勝
- ジャック・クレーマー vs.  ボブ・ファルケンバーグ　6-0, 6-4, 6-4
- トム・ブラウン vs.  ガードナー・ムロイ　6-4, 6-2, 6-4

### 女子シングルス
準々決勝
- ポーリーン・ベッツ vs.  ガートルード・モラン　6-1, 3-6, 6-2
- パトリシア・カニング・トッド vs.  ルイーズ・ブラフ　6-2, 6-2
- ドリス・ハート vs.  マーガレット・オズボーン　6-4, 5-7, 7-5
- メアリー・アーノルド・プレンティス vs.  ドロシー・ヘッド　6-2, 6-1

準決勝
- ポーリーン・ベッツ vs.  パトリシア・カニング・トッド　6-2, 6-3
- ドリス・ハート vs.  メアリー・アーノルド・プレンティス　6-3, 6-3

## 決勝戦の結果
- 男子シングルス： ジャック・クレーマー vs.  トム・ブラウン　9-7, 6-3, 6-0
- 女子シングルス： ポーリーン・ベッツ vs.  ドリス・ハート　11-9, 6-3
- 男子ダブルス： ガードナー・ムロイ＆ ビル・タルバート vs.  ドン・マクニール＆ フランク・ガーンジー　3-6, 6-4, 2-6, 6-3, 20-18
- 女子ダブルス： ルイーズ・ブラフ＆ マーガレット・オズボーン vs.  メアリー・アーノルド・プレンティス＆ パトリシア・カニング・トッド　6-1, 6-3
- 混合ダブルス： ビル・タルバート＆ マーガレット・オズボーン vs.  ロバート・キンブレル＆ ルイーズ・ブラフ　6-3, 6-4